# Progomphus delicatus
Progomphus delicatus är en trollsländeart som beskrevs av Jean Belle 1973. Progomphus delicatus ingår i släktet Progomphus och familjen flodtrollsländor. Inga underarter finns listade i Catalogue of Life.